# Bebi Dol
Dragana Todorović (născută Šarić; în sârbă Драгана Шарић, Drăgana Todorovici, pronunție în sârbocroată [drǎɡana ʃǎːritɕ] sau pronunție în sârbocroată [ʃâritɕ]), cunoscută sub numele de scenă Bebi Dol (în sârbă Беби Дол, pronunție în sârbocroată [bêbi dôːl]), este o compozitoare și actriță sârbă. Este recunoscută drept unul dintre cei mai proeminenți artiști din anii 1980 și este cunoscută mai ales pentru reprezentarea Republicii Socialiste Federative Iugoslavia la Concursul Eurovision din 1991 cu cântecul „Brazilia”. A fost ultimul artist care a reprezentat Republica Socialistă Federativă Iugoslavia la Eurovision, deoarece în 1991 a început destrămarea Iugoslavei și acest stat a încetat să mai existe de facto.

## Viață timpurie și personală
Dragana Šarić s-a născut la 2 octombrie 1964 la Belgrad, Republica Socialistă Federativă Iugoslavia, tatăl ei, Milisav, era muzician de jazz militar și mama sa, Magdalena, a lucrat la Televiziunea Belgrad. Datorită slujbei tatălui ei, s-au mutat la Copenhaga, Danemarca, când Dragana avea doar trei luni, dar în cele din urmă s-au stabilit în Belgrad în anii de școală. Sub influența tatălui ei, Šarić a început să cânte la pian de la o vârstă fragedă și a fost mai târziu admisă la Școala de Muzică Stevan Mokranjac. De asemenea, a absolvit un gimnaziu obișnuit și a urmat Facultatea de Filosofie de la Universitatea din Belgrad.
În anii 1980, Šarić a avut o relație romantică cu cântărețul croat Massimo Savić, cu care a înregistrat duetul „Sunce sja, trava miriše” (Sun Shines, Grass Smells).
În 2015, s-a căsătorit cu profesorul sârb de filologie și limba rusă, născut în America, Aleks Todorović și, probabil, și-a schimbat numele în Danica Todorović.

## Carieră
Bebi Dol și-a început cariera profesională ca membru al trupei mai puțin cunoscute Trakus la sfârșitul anilor șaptezeci.
A făcut primele sale înregistrări de studio ca solistă invitată la albumul Vrt svetlosti (Grădina luminii) al trupei Igra Staklenih Perli, lansat în 1980. Anul următor, Bebi a format o trupa de scurtă durată, Annoda Rouge, alături de iubitul ei Goran Vejvoda și chitaristul Ivan Vdović, și a debutat de asemenea cu o melodie inspirată de muzica orientală, „Mustafa”, pe care a compus-o împreună cu Saša Habić. În 1983, Šarić a lansat primul ei album solo, Ruže i krv (Trandafiri și sânge) cu casa de discuri PGP-RTB. În același an, Bebi a lansat și un disc vinil denumit „Rudi” care, în afară de piesa principală titulară (care se referă la Rudolph Valentino ), a conținut, de asemenea, o melodie cover „Baby Love” a celor de la The Supremes. În continuare, timp de doi ani a avut spectacole la hotelul Sheraton din Cairo, Egipt. După ce a revenit în Iugoslavia, în 1986, Bebi a lansat un single „Cât de bine e să nu iubești”. Ea a câștigat proeminentul festival de muzică MESAM cu melodia 'Inšalah' (Insha'Allah), o satiră despre condiția femeilor în Islam, care a fost lansată ulterior pe un disc vinil împreună cu melodia "Ruža na dlanu" cântată de Zana Nimani.
Šarić a jucat rolul Ofeliei în piesa de teatru Hamlet, jucată în 1987 la Teatrul Național din Titograd (din Muntenegru). De asemenea, ea a apărut la Festivalul MESAM din 1988, interpretând melodia 'Slatke suze ljubavi' (Sweet Tears of Love) și la Festivalul MESAM din 1989 cu melodia 'Kad sreća odlazi' (Când fericirea pleacă), câștigând premiul pentru cea mai bună interpretare.
În 1989, Bebi a concertat la Festivalul de Aur din Malaezia de la Kuala Lumpur și a colaborat cu compozitorul american Neil Rolnick.
În 1991, după mai multe încercări anterioare, a fost aleasă ca reprezentanta Iugoslaviei la Eurovision cu melodia „Brazil” (Brazilia). Bebi a primit nemeritat un singur punct pentru această melodie și, de asemenea, a fost ultimul artist care a reprezentat Republica Socialistă Federativă Iugoslavia în acest concurs, întrucât țara, de facto, a încetat să mai existe mai târziu în acel an. În ciuda rezultatului negativ, melodia a căpătat o mare popularitate. De asemenea, Bebi a primit o invitație de a concerta la Festivalul de Muzică de la Sanremo, dar nu a putut participa din cauza situației politice din Iugoslavia. După o pauză de patru ani, a lansat cel de-al doilea album al ei, Ritam srca (Rhythm of the Heart) în 1995. Bebi a interpretat melodia „Ruža” (Trandafir) la concertul de caritate „Child of Tomorrow” din 1999, organizat la Helsinki, alături de alți muzicieni din întreaga lume.
În 2002, Bebi Dol a lansat albumul ei de revenire în lumea muzicii Ljuta sam... (Sunt furioasă...), dedicat tuturor oamenilor pe care i-a pierdut în viața ei. În decembrie 2006, a lansat un album de copertă în limba engleză, intitulat Čovek rado izvan sebe živi (Man Gladly Lives outside Himself) prin intermediul casei de discuri Mascom Records. În 2007, a lansat primul ei album live, Veče u pozorištu (O seară la teatru), înregistrat la concertul susținut în februarie 2007 la Teatrul Terazije din Belgrad. Albumul, pe lângă melodiile din albumul anterior, include piese de Lenny Kravitz, Simon & Garfunkel, Pink Floyd, Louis Armstrong și Michael Jackson.
În 2008, Šarić a lansat albumul de compilație, Pokloni se... și a susținut un concert în noiembrie în Sava Centar din Belgrad.
În 2009, a apărut în emisiunea de televiziune Farma și a revenit pentru sezoanele 2013 și 2015. În 2017, Bebi a concurat în cel de-al patrulea sezon al emisiunii TV sârbe Tvoje lice zvuči poznato (Your Face Sounds Familiar), câștigând primul episod cu Emeli Sandé. Anul următor, ea a participat pentru scurt timp la seria Zadruga, iar în noiembrie a cântat în concertul „Volim 80-te” (Love the 80s) la Sava Centar, alături de alți interpreți populari din acest deceniu.

## Discografie
| Albume de studio - Ruže i krv (1983) - Ritam srca (1995) - Ljuta sam... (2002) - Čovek rado izvan sebe živi (2006) Albume Live - Veče u pozorištu (2007) Compilații - ...Pokloni se... (2008) | Single-uri - "Mustafa" / "Na planeti uzdaha" (1981) - Rudi (12" single; 1983) - "Inšalah" / "Ruža na dlanu" (split single with Zana Nimani; 1986) - "Prove To All" / "How Good Not To Love" (1986) - "Brazil" (1991) |

## Apariții la televiziune
- Farma 1 (2009) - eliminată
- Farma 4 (2013) - eliminată
- Farma 6 (2015) - eliminată
- Tvoje lice zvuči poznato sezonul 4 (2017) - ultimul loc
- Zadruga 1 (2018/2019) - eliminată